# 장준 (전량)
전량 세조 문왕 장준(前涼 世祖 文王 張駿, 307년 ~ 346년, 재위 : 324년 ~ 346년)은 중국, 오호십육국시대 전량(前凉)의 제4대 국왕이다. 자는 공정(公庭), 묘호는 세조(世祖), 시호는 문왕(文王)이다.

## 생애
장준은 장식(張寔)의 아들로 307년에 태어났다. 320년에 장식이 죽었을 때 장준은 나이가 어렸기 때문에 숙부인 장무(張茂)가 대신 즉위하였다. 324년에 장무가 병사하자 장준이 뒤를 이어 즉위하였다.
전량은 이 당시 전조(前趙)에 번국이 되어 있었는데, 전조가 후조(後趙)와의 전쟁에서 패배하여 쇠약해지자 장준은 327년에 전조로부터 독립하였다. 전조가 후조에 의해 멸망하자 장준은 330년부터 하남(河南 : 간쑤성 동부)을 공격하여 점령하였으며 후조의 복속 요구에도 불응하였다. 장준은 동진에 복속되어 있음을 표방하였는데 내부적으로는 왕을 칭하였다. 동진(東晉)과 통교하기 위해 성한(成漢)에 접촉하기도 하였으며 334년에는 동진에서 장준을 대장군·도독섬서, 옹, 진, 양주제군사(大將軍, 都督陝西, 雍, 秦, 凉州諸軍事)에 임명하였다.
장준은 서역의 귀자(龜玆), 선선(鄯善) 등의 여러 나라를 지배하에 두었으며 농서(隴西) 지역을 경영하여 강력한 세력을 구축하였다. 또한 관중(關中)으로 진출할 뜻을 가지고 동진에 협공을 요청하는 사신을 보내기도 하였다. 이러한 강력한 세력을 바탕으로 345년에는 영토를 나누어 양주, 하주(河州), 사주(沙州)를 설치하고 대도독·대장군·가량왕(大都督、大將軍、假涼王)을 자칭하였다.
346년에 사망하였다. 시호는 문공(文公), 동진 목제(穆帝)는 충성공(忠成公)이라 시호를 하사하였다. 354년에 장조(張祚)가 추존하여 문왕(文王)으로 시호를 올렸다.
| 전 대 장무(張茂) | 제4대 전량 공 324년~346년 | 후 대 장중화(張重華) |